# トゥクソム駅
トゥクソム駅（トゥッソムえき）は、大韓民国ソウル特別市城東区聖水1街にあるソウル交通公社2号線の駅。駅番号は210。

## 駅構造

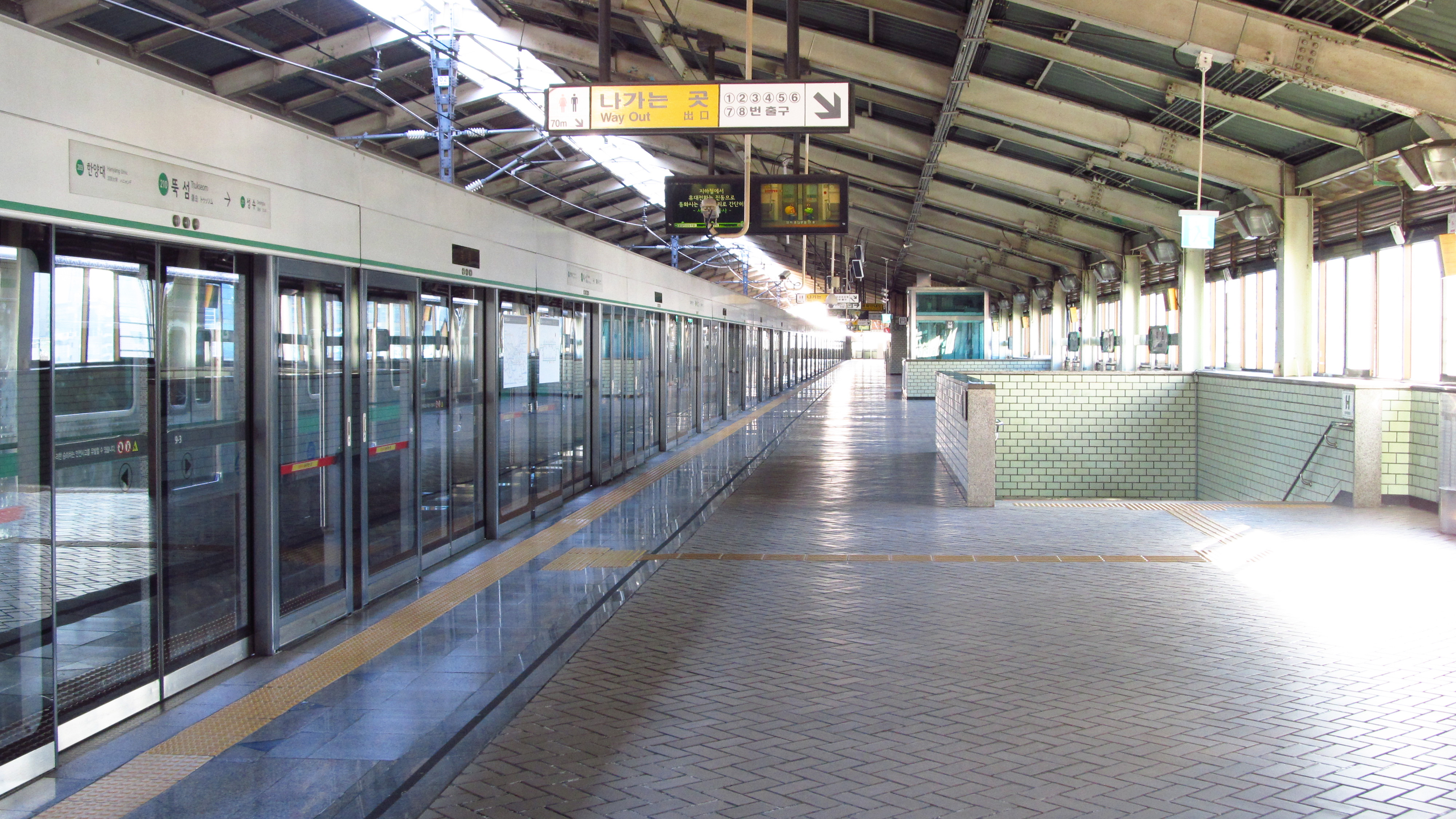
ホーム

相対式ホーム2面2線を有する高架駅で、フルスクリーンタイプのホームドアが設置されている。
改札口は2ヶ所あるが、両方とも内回り・外回りホーム別々に設置されており、改札内でのホーム間の移動はできない。化粧室は改札外にある。
エレベーター完備。出入口は1番から8番までの計8ヶ所ある。

### のりば
- 案内上ののりば番号は設定されていない。

| 内回り | 2号線 | 聖水・建大入口・蚕室・総合運動場方面 |
| 外回り | 2号線 | 往十里・乙支路3街・市庁・忠正路方面  |

## 利用状況
近年の一日平均利用人員推移は下記のとおり。
| 路線  | 路線     | 2000年 | 2001年 | 2002年 | 2003年 | 2004年 | 2005年 | 2006年 | 2007年 | 2008年 | 2009年 | 出典  |
| ----- | -------- | ------ | ------ | ------ | ------ | ------ | ------ | ------ | ------ | ------ | ------ | ----- |
| 2号線 | 乗車人員 | 17,094 | 17,464 | 17,729 | 17,301 | 17,033 | 17,205 | 16,605 | 16,061 | 16,072 | 16,040 | [ 1 ] |
| 2号線 | 降車人員 | 17,402 | 17,670 | 18,089 | 17,604 | 17,175 | 17,457 | 16,826 | 16,257 | 16,422 | 16,446 | [ 1 ] |
| 2号線 | 乗降人員 | 34,496 | 35,134 | 35,819 | 34,905 | 34,208 | 34,662 | 33,431 | 32,318 | 32,494 | 32,486 | [ 1 ] |
| 路線  | 路線     | 2010年 | 2011年 | 2012年 | 2013年 | 2014年 | 2015年 |        |        |        |        | [ 1 ] |
| 2号線 | 乗車人員 | 16,177 | 16,798 | 16,304 | 15,111 | 15,552 | 15,852 |        |        |        |        | [ 1 ] |
| 2号線 | 降車人員 | 16,559 | 17,234 | 16,788 | 15,696 | 16,212 | 16,611 |        |        |        |        | [ 1 ] |
| 2号線 | 乗降人員 | 32,736 | 34,032 | 33,092 | 30,807 | 31,764 | 32,463 |        |        |        |        | [ 1 ] |

## 駅周辺
- トゥクソム市民体育公園
- ソウルの森
- 城東区民体育センター
- 城東橋
- 城東雇用安全センター
- 聖水1街 2洞住民センター
- 聖水中学校
- 韓国放送通信大学校 ソウル第1地域大学
- 聖水大橋

## 歴史
- 1983年9月16日 - 開業。

### 駅名の由来
当駅周辺は昔、纛島と呼ばれており、纛はハングルで転写、島は朝鮮語の音訓読みで読んでトゥクソム（纛島/뚝섬）とした。トゥクソムはかつて漢江の氾濫原であったが、1980年代に流路改良と合わせて陸地化された。
開業前は現在のソウルの森の場所に競馬場があったので、暫定駅名が競馬場前駅（경마장앞역）であった。

## 隣の駅
ソウル交通公社
 2号線
漢陽大駅 (209) - トゥクソム駅 (210) - 聖水駅 (211)